# Joshua Benoliel
Joshua Benoliel OSE (Lisboa, 13 de janeiro de 1873 – Lisboa, 3 de fevereiro de 1932) foi um fotógrafo e jornalista de Portugal, considerado por muitos o maior fotógrafo português do inicio do século XX.

## Biografia
Joshua Benoliel nasceu a 13 de janeiro de 1873, no seio de uma família judia que se instalara em Gibraltar. É considerado o criador da reportagem fotográfica em Portugal. Fez a cobertura jornalística dos grandes acontecimentos da sua época, acompanhando os reis D. Carlos e D. Manuel II nas suas viagens ao estrangeiro, assim como a Revolução de 1910, as revoltas monárquicas durante a Primeira República, assim como exército português que combateu na Flandres durante a Primeira Guerra Mundial. As suas fotografias caracterizam-se pelo intimismo e humanismo com que abordava os temas.
Viu a sua primeira fotografia publicada na revista Tiro Civil, no ano de 1899.
Trabalhou para o jornal O Século e para a revista do mesmo jornal, a Illustração Portugueza bem como para a revista O Occidente (1878–1915) e Panorama (1837–1868), revistas da altura. Também colaborou na revista A Arte Musical (1898–1915) e destacou-se como colaborador fotográfico nas revistas Atlantida (1915–1920), Brasil-Portugal (1899–1914) e Tiro e Sport  (1904–1913).
A 13 de dezembro de 1929, foi agraciado com o grau de Oficial da Ordem Militar de Sant'Iago da Espada. A nível desportivo foi sócio Benemérito do Ginásio Clube Português em 1922.

## Obras publicadas
- Arquivo Gráfico da Vida Portuguesa: 1903–1918: História da Vida Nacional em Todos os seus Aspectos, de 1903 a 1918. Prefácio de Rocha Martins. Lisboa, Bertrand, 1933. Publicado em 6 fascículos.

## Álbuns
- SILVA, Teresa Parra da (pesquisa, selecção e legendagem); NOVAIS, Horácio (reprodução dos negativos). Joshua Benoliel: Repórter Parlamentar. Lisboa, Assembleia da República, 1989.